# Kobba Klintar
Kobba Klintar is een klein onbewoond eiland behorende tot de scherenkust aan de zuidzijde van de autonome Finse provincie Åland.
Het eiland is gelegen op de plaats waar twee vaargeulen samenkomen voor de schepen die de hoofdstad van Åland, Mariehamn bezoeken. Aan de westzijde van het eiland varen schepen vanuit het westen (Zweden); aan de oostzijde ligt de vaargeul voor schepen vanuit het oosten (Finland).

## Geschiedenis
De eerste beschreven activiteit op dit eilandje is uit de 16e en 17e eeuw, toen het bezocht werd door vissers vanuit het plaatsje Övernäs, dat ongeveer op de plaats lag waar nu Mariehamn ligt. Op een kaart uit 1807 wordt aangetekend dat op het eiland enkele vissersboten zijn gebouwd.
Bij de stichting van Mariehamn in 1861, ontstond er een noodzaak voor een veilige doorvaart tussen de talloze eilanden voor de kust. Zodoende werd in 1862 een loodshuis gebouwd op dit eilandje, aangezien dat langs deze route het dichtst bij de Oostzee lag. Vanaf het begin werd dit huis bemand door een hoofdloods, drie loodsen en vier assistenten. Naast het huis werd een groot wit houten piramidevormig baken opgericht. Ook werd er een gasgestookt geleidelicht geplaatst dat 50 maal per minuut rood en wit licht gaf. Dit licht werd in 1890 verplaatst naar het iets verder landinwaarts gelegen eiland Yttre Korsö. In datzelfde jaar werd de natuurlijke haven van Kobba Klintar verbouwd tot een echte scheepshaven.

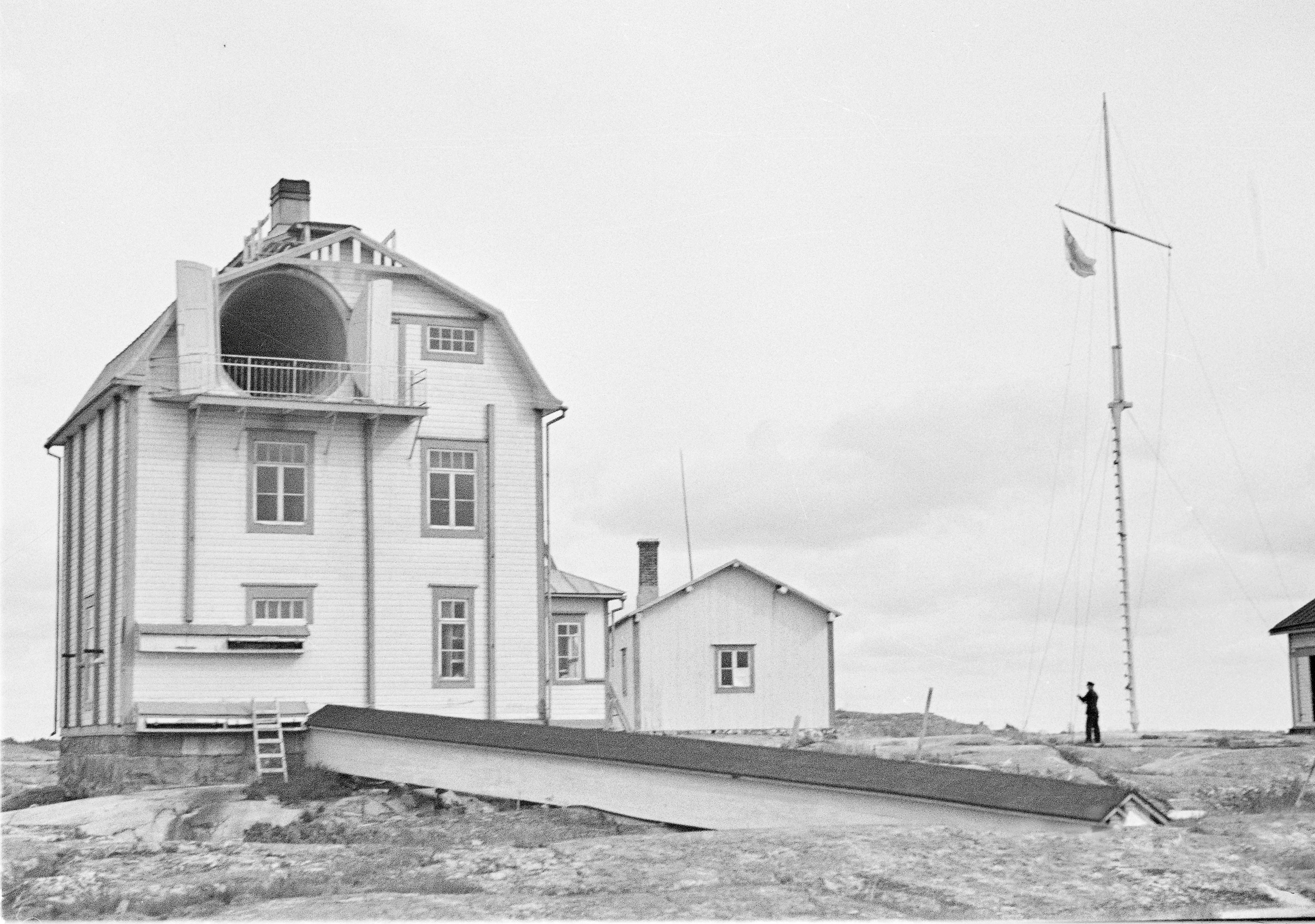
Rechts het oude loodsgebouw, links het nieuwe met bovenin de opening van de enorme misthoorn

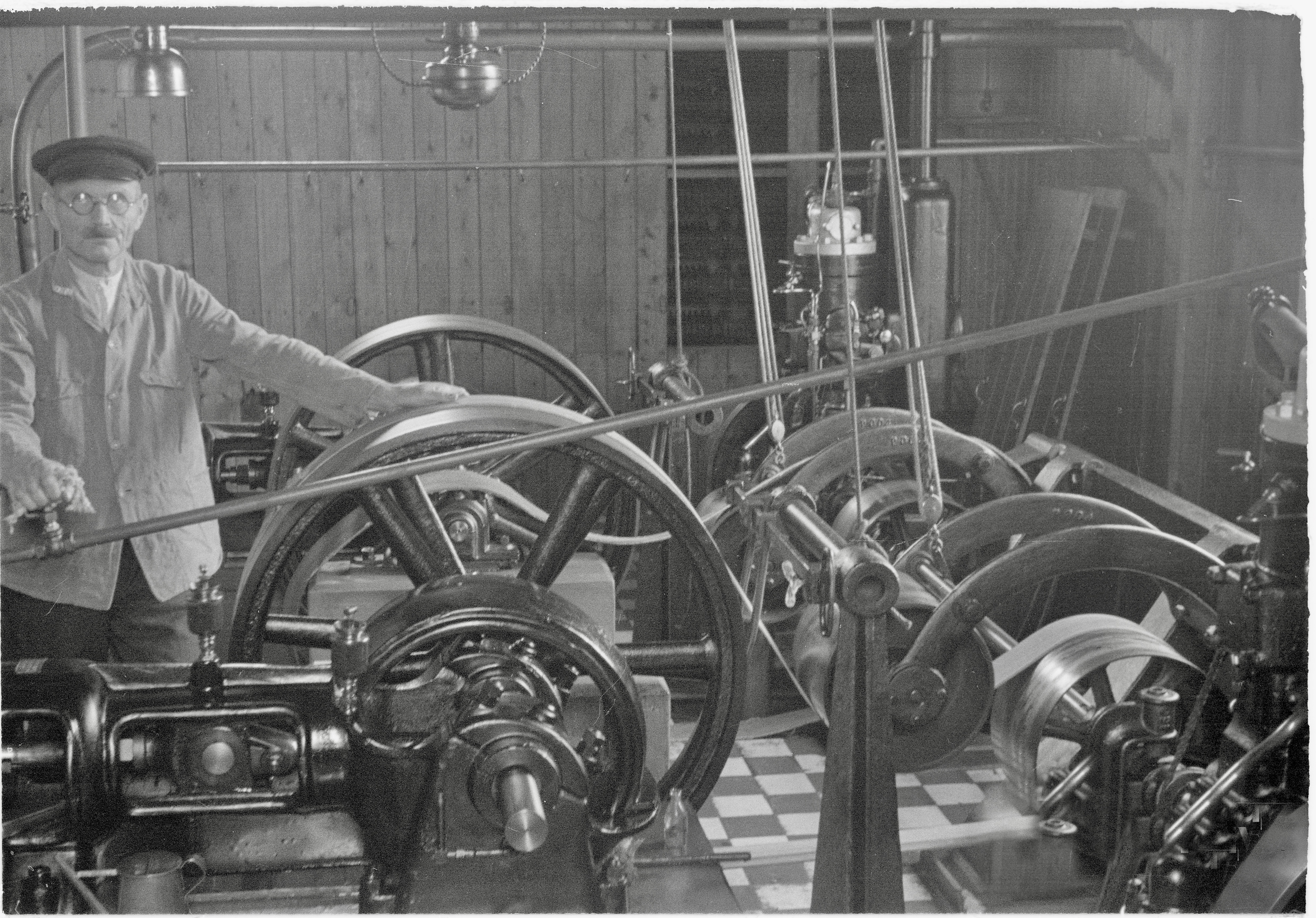
machinerie voor de misthoorn

In 1903 werd een handaangedreven misthoorn geïnstalleerd, om schepen in de mist de weg te kunnen wijzen. Deze werd in 1910 vervangen door een veel groter exemplaar dat door een gloeikop-dieselmotor werd aangedreven. Deze werd gehuisvest in een nieuw, drie etages hoog loodsgebouw. De machine stond op de begane grond en de hoorn kwam op de bovenste etage naar buiten.
Tijdens de Eerste Wereldoorlog, in 1915, werd deze hele installatie naar het Estse eiland Keri verplaatst. Nadat Finland in 1917 onafhankelijk was geworden, werden er twee loodsschepen naar dit gebied gestuurd die voorlopig met behulp van hun eigen misthoorns voor een veilige doorvaart voor het scheepvaartverkeer zorgden. In 1919 was een nieuwe stationaire misthoorn op Kobba Klintar geïnstalleerd.
In 1922 kreeg het eiland een telefoonverbinding. Rond deze tijd werden de schepen die de loodsen gebruikten om zeeschepen te begeleiden, gemotoriseerd.
Ondanks de misthoorn en de lichten liepen er in het interbellum meerdere schepen op de rotsen, waaronder de driemaster bark Virgo uit Mariehamn. Daarom werden op de eilanden in de nabijheid van Kobba Klintar nog diverse geleidelichten geplaatst.
In de Tweede Wereldoorlog werd het gebied ten zuiden van Åland zeer druk bevaren, omdat schepen in deze ondiepe wateren relatief veilig waren voor duikboten. Ze verzamelden vaak nabij Kobba Klintar om in een konvooi verder te varen. In 1940 voeren er 1119 schepen naar en van Mariehamn. Het jaar daarop verplaatste de hoofdroute zich trouwens naar het noorden van Åland, en werden er maar 151 schepen geloodst.
In de jaren '60 werden langs de hele route van Kobba Klintar naar Mariehamn prikken geplaatst, wat het navigeren sterk vereenvoudigde. In 1972 was het eiland geëlektrificeerd en was permanente bewoning van het eiland niet meer nodig: de loodsdiensten werkten vanaf dat moment vanuit Mariehamn.

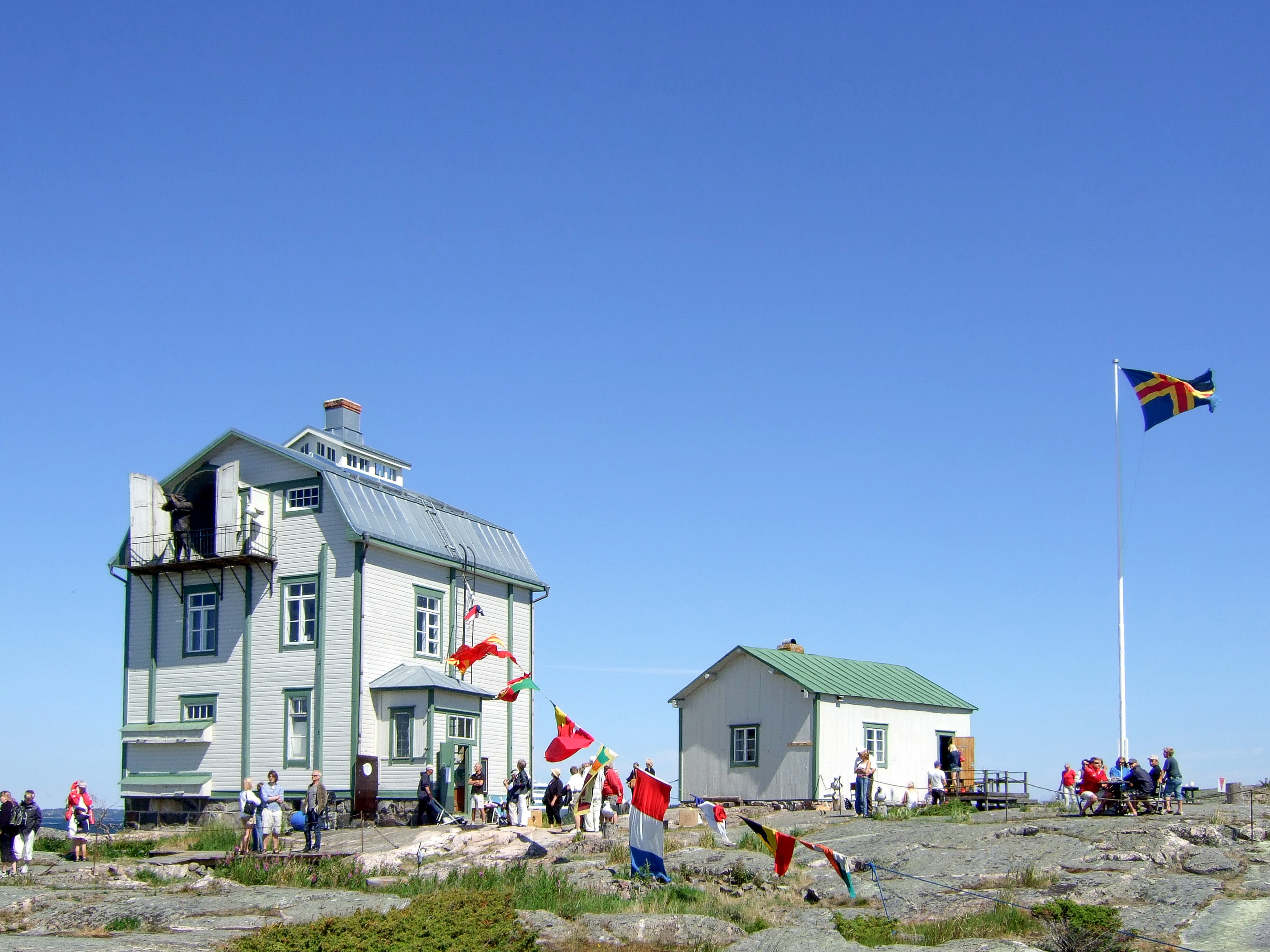
Kobba Klintar heden ten dage, bezocht door dagjesmensen

Het eiland behoorde oorspronkelijk, net als de omringende eilanden, tot de gemeente Lemland. In 2005 werd het hele eiland gekocht door de gemeente Mariehamn en het behoort sindsdien dan ook tot die gemeente. Door de gemeente Mariehamn werden de gebouwen gerenoveerd. Het houten baken, dat in 1954 was gesloopt, werd in 2012 herbouwd. Het ziet er van buiten het zelfde uit, maar nu zitten er een deur en een raam in met een uitzicht over de Ålandzee, en wordt het gebruikt als vergaderruimte, trouwlocatie of concertruimte voor 60 personen. Het eiland wordt nu beheerd door een groep vrijwilligers die het voor een symbolisch bedrag huren, die in het hoogseizoen enkele dagen per week in het loodsgebouw een café runnen. Het eiland is te bezoeken via een veerbootje vanuit de westelijke haven van Mariehamn, met het eigen schip of met een begeleide zeekajaktocht vanaf Mariehamn.